# فيل البحر
فيل البحر حيوان من الثدييات المائية، من عائلة الفقميات ورتبة آكلة اللحوم يتواجد في محيط القطب الجنوبي على المياه الساحلية القليلة العمق. ولهذا الحيوان معطف بني رقيق في الصغار، عارٍ تماماً في الكبار وعلى الأنف توجد شعيرات قاسية تشبه الشوارب، وتشكل الأنياب العليا نابين يبلغ طول كل منهما90 سم. يبلغ طوله حوالي380 سم ويزن نحواً من1200 كلغ. وهو يعيش ضمن مجموعات أو قطعان ويمضي معظم النهار نائماً على الثلج. يقتات بالرخويات التي تلتف حول نابيه في قاع البحر. تلد للانثى مرة واحدة في كل سنة، فبعد فترة حمل تدوم12 شهراً تلد الانثى صغيراً أو صغيرين، ينضج الذكور بعد7 سنوات وتنضج الإناث بعد خمس سنوات. يتراوح وزنه من 1500 الي 3 آلاف كيلو جرام ويستخدم انفه في الاستعراض ويتمتع برشاقة في الماء والخطر عليه علي الأرض أثناء التوالد وعندما يطرح جلده والذكر المنتصر يعاشر كل الأناث ويصوم خلال معيشته علي الأرض وهو يتبول وينام في نفس مكانه.
فيل البحر يمكن أن يعيش في البرية بين 20 إلى 30 عامًا، وبعضها يمكن أن يعيش أكثر من 30 عامًا في بعض الحالات.

## الغطس والتكيف مع الحياة البحرية
فيل البحر يتمتع بقدرة على الغطس في الأعماق البحرية، حيث يمكنه الغطس إلى أعماق تصل إلى 1500 متر تحت سطح البحر. هذه القدرة على الغطس العميق، تساعده في البحث عن طعامه من الأسماك والحبار، وهو قادر على البقاء تحت الماء لفترات طويلة قد تصل إلى ساعة.
ويتمتع فيل البحر بقدرة على السباحة بسرعة تصل إلى 25 ميلًا في الساعة، ويمكنه قطع مسافات شاسعة عبر المحيطات بحثًا عن الطعام.

## الهجرة
بعض أنواع فيل البحر، وخاصة فيل البحر الجنوبي، يهاجرون بشكل دوري من مناطق التكاثر في الشواطئ إلى مياه المحيطات الباردة خلال فصل الشتاء. هؤلاء الحيوانات يقطعون مسافات طويلة جداً خلال هجرتهم، حيث يمكن أن تصل الرحلة إلى آلاف الأميال. 

## الحياة الإجتماعية
تبدو أفيال البحر كائنات فردية في البحر، لكنها تتمتع بعلاقات اجتماعية معقدة على الشواطئ أثناء موسم التكاثر. تتجمع الأفراد في مستعمرات ضخمة على الشواطئ، حيث تتصارع الذكور بشكل حاد من أجل حقوق التزاوج. لا تشهد هذه الحيوانات منافسات فقط  بل أيضًا تفاعلات اجتماعية بين الإناث والذكور. 

## تميز الذكور بأنوفهم
الذكور لديهم أنوف كبيرة ولحمية، وهي ما يميزهم عن الإناث. الأنف الكبير لدى الذكور لا يعد وسيلة للتهوية أو التنفس فقط، بل يعتبر أداة تواصل أيضًا، حيث يستخدمونه لإصدار أصوات عالية أثناء موسم التزاوج لجذب الإناث والتنافس مع الذكور الآخرين. يساعدهم أيضًا في تنظيم درجة حرارة جسمهم.

## تصرفات دفاعية
في حين أن فيل البحر ليس معروفًا بالعدوانية تجاه البشر، إلا أن الذكور يمكن أن يصبحوا عدوانيين للغاية إذا شعروا بالتهديد أو أثناء موسم التزاوج. يمكن أن تتحول المواجهات إلى معارك عنيفة حيث يستخدم الذكور أنوفهم الضخمة كمثلثات شبيهة بالخرطوم في معاركهم. 
كانت أعداد فيل البحر قد تعرضت للانخفاض بشكل حاد في القرنين 19 و20 بسبب الصيد الجائر، حيث تم صيدهم للحصول على زيتهم، مما أدى إلى تهديد وجودهم. لكن منذ عدة عقود، بدأت أعدادهم في النمو مجددًا بعد أن تم وضعهم تحت حماية القوانين البيئية. 

## التأثير على النظام البيئي
بفضل حجمها الكبير وسلوكها الاجتماعي، يمكن أن تؤثر أعداد كبيرة من فيل البحر على النظام البيئي المحلي، سواء على الشواطئ أو في المياه. على سبيل المثال، يمكن أن تؤثر بقائهم على الرمال والصخور في المناطق التي يتواجدون فيها، مما قد يؤدي إلى تغيير بعض من خصائص البيئة. 

## الصوت والتواصل
فيل البحر قادر على إصدار أصوات مختلفة بما في ذلك أصوات عالية ونغمات من الأنف الكبير أثناء المعارك أو للتواصل مع الآخرين. هذه الأصوات تُستخدم للتهديد أو لجذب الإناث، ويمكن سماعها على مسافات طويلة.

## الفرق بين فيل البحر والفقمة وأسد البحر

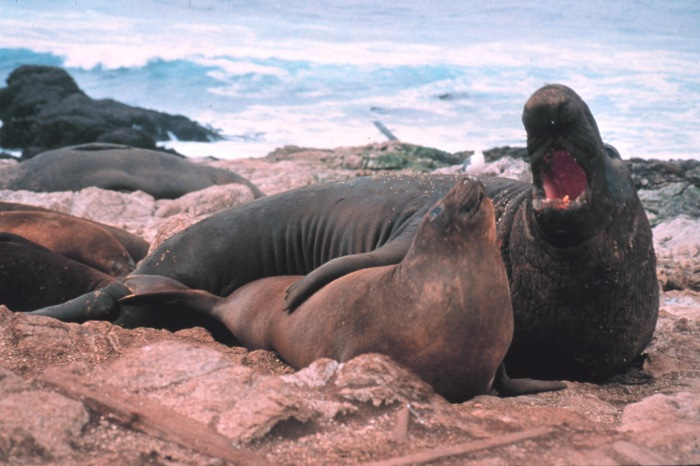
فيل البحر

| الميزة           | فيل البحر                           | الفقمة                                   | أسد البحر                                  |
| العائلة          | فقميات (Phocidae)                   | فقميات (Phocidae)                        | أوتاريّات (Otariidae)                       |
| الأذنان الخارجية | لا توجد                             | لا توجد                                  | توجد                                       |
| الحركة على الأرض | الزحف فقط                           | الزحف فقط                                | المشي باستخدام الزعانف الأمامية والخلفية   |
| الحجم            | كبير جدًا (حتى 6 متر و3500 كيلوغرام) | أصغر (1.5 إلى 2.5 متر و100-300 كيلوغرام) | متوسط (2.5 متر و350-450 كيلوغرام)          |
| الأنف            | كبير يشبه الخرطوم (فقط الذكور)      | أصغر وأقل بروزًا                          | أكبر من الفقمة ولكن أقل بروزًا من فيل البحر |
| السلوك الاجتماعي | عدواني للغاية في موسم التزاوج       | اجتماعي ولكن أقل عدوانية                 | اجتماعي وأكثر تفاعلاً                       |
| الغطس والسباحة   | يغوص إلى أعماق كبيرة جدًا (1500 متر) | يغوص إلى أعماق أقل                       | سباح جيد ولكن في المياه الضحلة             |